# LvivMozArt
LvivMozArt ist ein jährlich veranstaltetes internationales Festival für klassische Musik, das in Lwiw (deutsch Lemberg, englisch Lviv), Brody und Umgebung in der Ukraine stattfindet. Benannt ist es nach dem Sohn von Wolfgang Amadeus Mozart, Franz Xaver Wolfgang Mozart, der von 1808 bis 1838 in Lemberg lebte. Das LvivMozArt-Festival ist eine gemeinsame Initiative der ukrainischen Dirigentin und künstlerischen Leiterin des Festivals, Oksana Lyniv, und der Stadt Lwiw.
Mit dem LvivMozArt-Festival ehrt die Stadt Lwiw Franz Xaver Mozart für seine künstlerischen und pädagogischen Verdienste etwa als Begründer des ersten professionellen Musikvereins, der St. Cecilia Gesellschaft. Die mehrtägige Veranstaltung fungiert als Austauschplattform zwischen Ost und West und soll die historische Verbindung zwischen der ukrainischen und der mittel- und westeuropäischen Kulturtradition hervorheben. LvivMozArt kombiniert zeitgenössische akademische Musik und klassische Stücke, die von Musikern aus mehreren europäischen Ländern, den Vereinigten Staaten und Südafrika aufgeführt werden. Das Konzept verbindet Konzerte und Opernaufführungen, Meisterkurse und Workshops, wissenschaftliche Präsentationen und Kunstausstellungen, um ein vielfältiges Publikum anzusprechen.

## Veranstaltungen

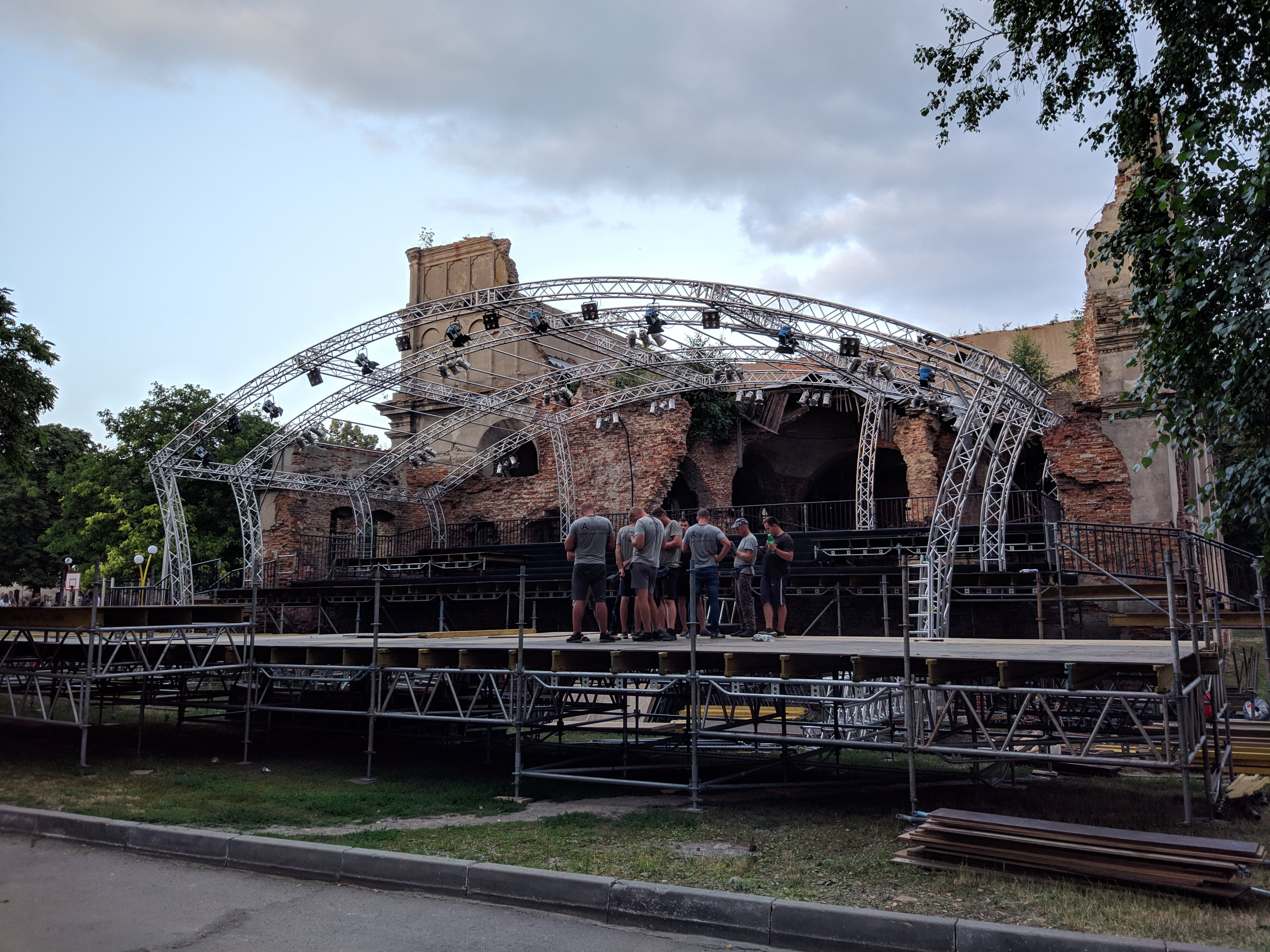
Vorbereitung einer Open-air-Veranstaltung in Brody.

Bei der ersten Ausgabe des Festivals 2017 wurden einige Werke von Franz Xaver Mozart von der Pianistin Yaara Tal uraufgeführt. 2018 kam es zum ersten Mal in der Ukraine zur Aufführung von Werken des zeitgenössischen Lwiwer Komponisten Bohdan Sehin. An einem der Orte des Festivals, dem Schloss Svir, wurde die erste vollwertige Regieproduktion der Oper Alcide des russisch-ukrainischen Komponisten Dmitri Bortnjanski inszeniert.
Das dritte Festival LvivMozArt fand vom 3. bis 11. August 2019 statt. Neben dem Werk von Franz Xaver Mozart war es der Musikerdynastie Mozart gewidmet. Beim Konzert „Mozart. The Connection of Generations“ kamen Violinkonzerte von Leopold, Wolfgang Amadeus und Franz Xaver Mozart zur Aufführung. Im Gegensatz zu den ersten beiden Ausgaben fand die Eröffnung des Festivals in der Nähe der Großen Synagoge in Brody statt. Oksana Lyniv widmete es dem jüdischen österreichischen Schriftsteller und Journalisten Joseph Roth: „Joseph Roth war Humanist und eine wichtige Figur in den Beziehungen zwischen der Ukraine und dem deutschsprachigen Europa.“ Insgesamt besuchten 9.500 Zuschauer die LvivMozArt 2019.
Das für September 2020 geplante Festival wurde aufgrund der COVID-19-Pandemie abgesagt.
Am 26. August 2021 wurde im Rahmen der fünften LvivMozArt, die dem 230. Geburtstag von Franz Xaver Wolfgang Mozart gewidmet war, auf dem Malaniuk-Platz in Lwiw eine allegorische Skulptur des Wiener Bildhauers Sebastian Schweikert enthüllt. Eigens für dieses Ereignis schrieb Bohdan Sehin eine festliche „Melancholische Kantate zu Ehren des Mozarts von Lwiw“. Vom 26. bis 29. August 2021 zeigte die Ausstellung „Mozart und Lwiw: Geschichte und Gegenwart“ einzigartige Archivfunde, Lithographien und Notenausgaben aus Franz Xaver Mozarts Zeit sowie ihm und seiner Musik gewidmete Werke der zeitgenössischen Kunst.
Die Ausgabe 2022 soll in der letzten Augustwoche eröffnet werden. „Ich habe es selbst noch zu Sowjetzeiten erlebt“, so die Festivalintendantin Oksana Lyniv in einem Interview mit dem Nachrichtenmagazin profil, „wie Mozarts Sohn Franz Xaver, der 30 Jahre lang das Lemberger Musikleben mitaufgebaut hat, von den Russen negiert wurde – und wie unsere Komponisten nicht gespielt wurden.“ Weiter meinte die Dirigentin: „Ich befürchte, dass Russland nun wieder versuchen wird, unsere nationale Identität zu zerstören, indem man unsere kulturellen Relikte vernichtet oder nach Moskau schafft, um die Geschichte umzuschreiben.“